# 石柯 (足球运动员)
石柯（1993年1月8日—），是一名中国足球运动员，现效力中国足球超级联赛球队山东泰山，司职后卫。

## 俱乐部生涯
石柯出生于江苏省新沂市，10岁开始接触足球，后转投无锡体校。2006年，无锡体校足球队解散后，石柯加盟杭州绿城，并迅速成长。2011年，石柯随杭州绿城梯队组建浙江全运队以温州葆隆的名义参加2011年中国足球乙级联赛。8月17日，他射进足球生涯的首个联赛进球，帮助温州葆隆客场1比1逼平四川川大。赛季结束后，石柯回归杭州绿城并受到新任主教练冈田武史的赏识，提升到一队征战2012年中国足球超级联赛。2012年3月25日，石柯在杭州绿城主场对阵北京国安的比赛中首发登场，担任中后卫，第一次亮相中超联赛，他在比赛中表现出色，帮助杭州绿城1比0击败对手获得赛季首胜。 之后他得到大量的出场机会，并在赛季中段杜威转会山东鲁能泰山后成为球队的绝对后防主力。

## 国家队生涯
2008年6月，石柯首次入选中国国少队。 他参加10月份在乌兹别克斯坦举行的2008年亚足联U16青年锦标赛，他在中国队小组赛的三场比赛都得到首发机会，但最后中国1胜1平1负小组赛即遭淘汰。2010年6月，石柯第一次进入中国国青队集训名单，以备战2010年亚足联U19青年锦标赛。 虽然他进入最终的参赛名单，但仅在小组赛最后一轮中国提前出线的情况下获得出场机会，帮助中国国青队1比1战平泰国。2011年，石柯先后跟随国青队参加俄罗斯格兰纳钦青年足球邀请赛、法国土伦杯和潍坊杯等足球邀请赛，并被荷兰教练里克林克提升担任球队队长，在当年10月底至11月初进行的2012年亞足聯U19青年錦標賽資格賽中帮助国青队以2胜1平1负的成绩晋级正选赛。2012年3月31日，石柯首次入选中国U-22名单。 5月9日，他在中国U22和马拉维的比赛中首发登场，第一次代表U22国家队出场。 石柯在6月份进行的2013年亚足联U22锦标赛资格赛中出场3次，帮助中国U22以3胜2平的成绩晋级2013年亚足联U22锦标赛。
2013年7月，石柯入选中国国家足球队参加2013年東亞盃的23人名单。7月28日，他在最后一场中国4比3击败澳大利亚的比赛第89分钟替补杨昊出场，首次代表成年国家队亮相，但他在终场前的一次传球失误导致对手射进本场比赛的最后一个进球。